# 比爾本賈爾嶺

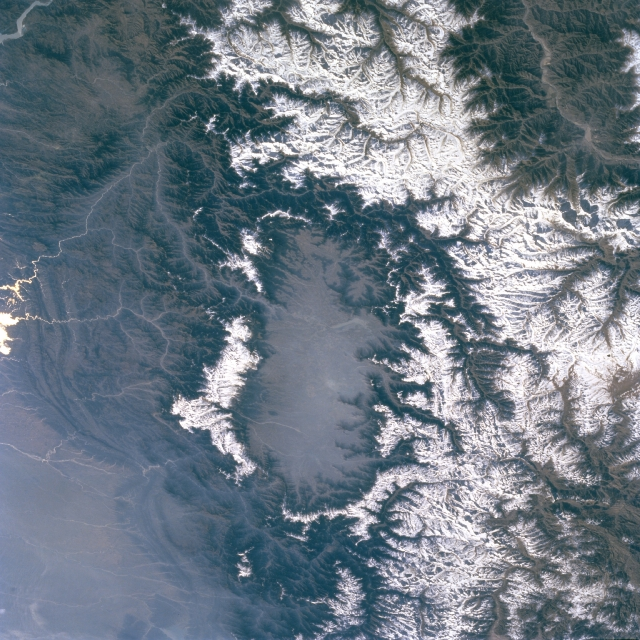

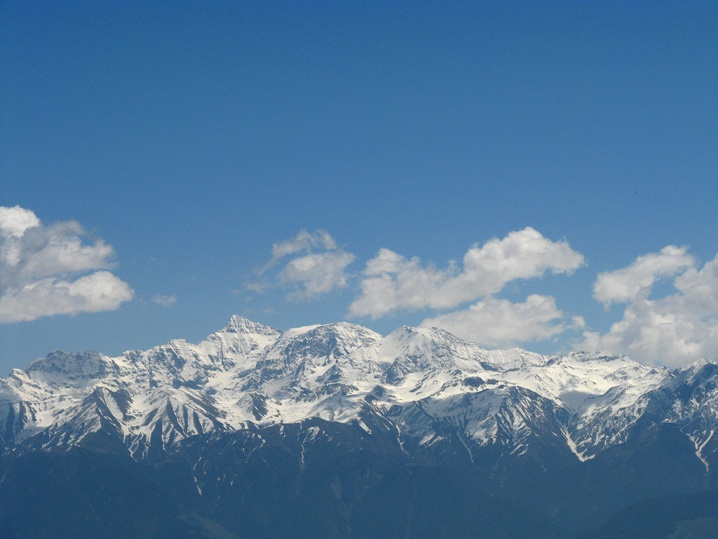

比爾本賈爾嶺，是印度的山嶺，位於喜馬偕爾邦，屬於喜馬拉雅山脈的一部分，長約450公里，最高點海拔高度6,221米，把奇納布河從比亞斯河和拉維河分開。
33°53′36″N 74°29′19″E / 33.89333°N 74.48861°E